# Малия
Малѝя (на гръцки: Μαλλιά, Маля̀) е село в Кипър, окръг Лимасол. Според статистическата служба на Република Кипър през 2001 г. селото има 59 жители.
Намира се на 4 km южно от Омодос.